# 필립 코프먼
필립 코프먼(Philip Kaufman, 1936년 8월 23일 ~ )은 미국의 영화 감독, 영화 각본가, 영화 프로듀서이다.

## 작품 목록

### 연출
- 골드스타인 (1964)
- 용감한 프랭크 (1967)
- 그레이트 노스필드 미네소타 레이드 (1972)
- 하얀 새벽 (1974)
- 우주의 침입자 (1978)
- 배회자 (1979)
- 필사의 도전 (1983)
- 프라하의 봄 (1988)
- 북회귀선 (1990)
- 떠오르는 태양 (1993)
- 퀼스 (2000)
- 블랙아웃 (2004)
- 헤밍웨이 & 겔혼 (2012, TV 영화)

### 각본
- 무법자 조시 웰즈 (1976)
- 레이더스 (1981)